# Cannabidiol
Cannabidiol (CBD) là một phytocannabinoid được phát hiện vào năm 1940.  Đây là một trong số 113 loại cannabinoid được xác định trong cây cần sa, chiếm tới 40% chiết xuất của cây.  Kể từ năm 2018, nghiên cứu lâm sàng sơ bộ về cannabidiol bao gồm các nghiên cứu về lo lắng, nhận thức, rối loạn vận động và đau.
Cannabidiol có thể được đưa vào cơ thể theo nhiều cách, bao gồm cả hít phải khói hoặc hơi cần sa, dưới dạng xịt khí vào má và bằng miệng.  Nó có thể được cung cấp như dầu CBD chỉ chứa CBD như thành phần hoạt tính (không thêm tetrahydrocannabinol [THC] hoặc terpene), một dầu chiết xuất từ cây gai dầu có nhiều CBD, viên nang, cần sa khô, hoặc như một toa thuốc dung dịch lỏng.   CBD không có khả năng tâm sinh lý tương tự như THC, và có thể ảnh hưởng đến tác động của THC.  Mặc dù các nghiên cứu in vitro cho thấy CBD có thể tương tác với các mục tiêu sinh học khác nhau, bao gồm các thụ thể cannabinoid và các thụ thể dẫn truyền thần kinh khác, kể từ năm 2018, cơ chế hoạt động cho các tác động sinh học của nó vẫn chưa được xác định.
Tại Hoa Kỳ, thuốc cannabidiol Epidiolex đã được Cục Quản lý Thực phẩm và Dược phẩm phê duyệt để điều trị hai chứng rối loạn động kinh.  Các tác dụng phụ của việc sử dụng thuốc trong thời gian dài bao gồm buồn ngủ, giảm cảm giác ngon miệng, tiêu chảy, mệt mỏi, khó chịu, suy nhược, khó ngủ v.v..
Cơ quan Thực thi Ma túy Hoa Kỳ đã chỉ định cho Epidiolex vào phân loại Biểu V, trong khi CBD không thuộc Epidiolex vẫn là loại thuốc Biểu I bị cấm sử dụng.  Cannabidiol không được xếp lên Bảng biểu theo bất kỳ hiệp ước kiểm soát ma túy nào của Liên Hợp Quốc và năm 2018, Tổ chức Y tế Thế giới khuyến nghị rằng nó vẫn sẽ không được sắp xếp.

## Sử dụng trong y tế

### Động kinh
Có rất ít nghiên cứu chất lượng cao về việc sử dụng cannabidiol cho bệnh động kinh, và nó chỉ giới hạn ở bệnh động kinh ở trẻ em.  Mặc dù kết quả của việc sử dụng cannabidiol cấp y tế kết hợp với thuốc thông thường cho thấy một số hứa hẹn, chúng không dẫn đến việc loại bỏ được co giật, và có liên quan đến một số tác dụng phụ nhỏ.
Một dung dịch cannabidiol dùng theo đường uống (tên thương hiệu Epidiolex) đã được Cục Quản lý Thực phẩm và Dược phẩm Hoa Kỳ phê duyệt vào tháng 6 năm 2018 như là một cách điều trị cho hai dạng động kinh hiếm gặp ở trẻ em, hội chứng Lennox-Gastaut và hội chứng Dravet.